# Milko Skofic

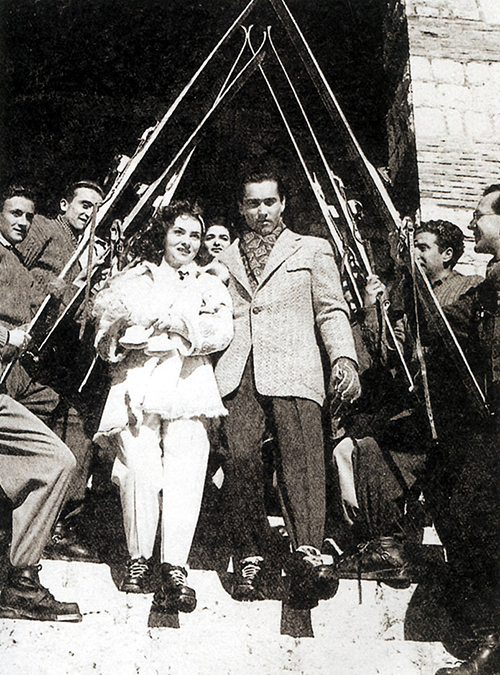
Il matrimonio di Skofic con Gina Lollobrigida (1949), celebrato sul monte Terminillo

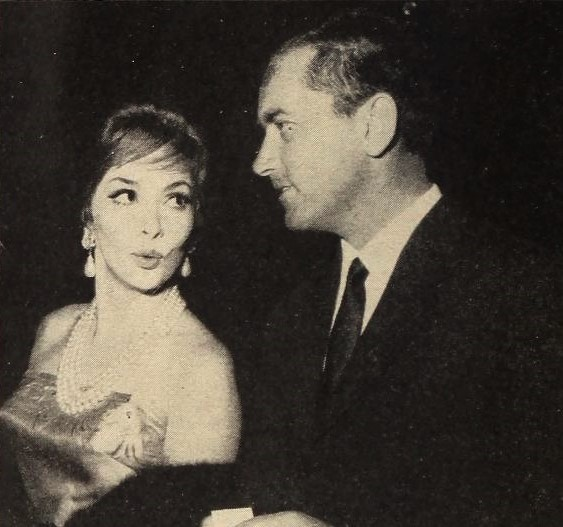
Gina & Milko (1960)

Milko (Drago Bogomil) Skofic (Völkermarkt, 31 agosto 1919 – Roma, 18 ottobre 1997) è stato un produttore cinematografico, attore e medico sloveno.

## Biografia
Nacque in una cittadina che nel 1919 era occupata dalle truppe del neonato Regno dei Serbi, Croati e Sloveni (che durò fino alla creazione del Regno di Jugoslavia nel 1929), ma che nel 1920 venne assegnata alla regione austriaca della Carinzia a seguito del referendum del 10 ottobre 1920 nel quale gran parte della popolazione, composta quasi tutta da sloveni, votò per rimanere parte dell'Austria.
È stato sposato dal 1949 al 1971 con l'attrice Gina Lollobrigida, dalla quale ha avuto un figlio, Andrea Milko Skofic, anch'egli attore. In seguito divorziò dalla moglie per unirsi alla cantante austriaca Ute de Vargas.

## Riconoscimenti
- 1958 – David di Donatello per il miglior produttore con il film Anna di Brooklyn

## Filmografia

### Attore
- Le infedeli, regia di Mario Monicelli e Steno (1953)
- La provinciale, regia di Mario Soldati (1953)

### Produttore
- Anna di Brooklyn, regia di Carlo Lastricati (1958)